# 金城國際
金城國際有限公司，簡稱金城國際（英語：Kam Shing International Limited，港交所除牌時0141.HK），由1965年成立，前身為「金城鞋業有限公司」以及「金城工商發展有限公司」，曾經營生產及銷售各種鞋類產品、物業投資等行業。
在1973年在香港交易所主板上市，1990年，被中糧集團收購股份，成為最大股東。再在1992年，被台資企業廣豐實業股份有限公司收購，成為最大股東（換言之，中糧集團仍成為第二大股東）。最後更名為大中華集團有限公司至今。

## 連結
- GreatChinaHoldings.com.hk （页面存档备份，存于）